# Damalis planiceps
Damalis planiceps är en tvåvingeart som beskrevs av Fabricius 1805. Damalis planiceps ingår i släktet Damalis och familjen rovflugor. Inga underarter finns listade i Catalogue of Life.